# Бенево
Бенево (пол. Bieniewo, нім. Benern) — село в Польщі, у гміні Любоміно Лідзбарського повіту Вармінсько-Мазурського воєводства.
Населення — 249 осіб (2011).
У 1975-1998 роках село належало до Ольштинського воєводства.

## Демографія
Демографічна структура станом на 31 березня 2011 року:
|          | Загалом | Допрацездатний вік | Працездатний вік | Постпрацездатний вік |
| -------- | ------- | ------------------ | ---------------- | -------------------- |
| Чоловіки | 134     | 41                 | 82               | 11                   |
| Жінки    | 115     | 31                 | 65               | 19                   |
| Разом    | 249     | 72                 | 147              | 30                   |